# Ctenocheles maorianus
Ctenocheles maorianus is een tienpotigensoort uit de familie van de Callianassidae. De wetenschappelijke naam van de soort is voor het eerst geldig gepubliceerd in 1949 door Powell.